# Moncetz-Longevas
Moncetz-Longevas ist eine französische Gemeinde mit 569 Einwohnern (Stand: 1. Januar 2022) im Département Marne in der Region Grand Est (vor 2016 Champagne-Ardenne). Sie gehört zum Arrondissement Châlons-en-Champagne und zum Kanton Châlons-en-Champagne-3.

## Geographie
Moncetz-Longevas liegt etwa sechs Kilometer südsüdöstlich von Châlons-en-Champagne am Fluss Moivre und am Canal latéral à la Marne, die hier in einer Entfernung von etwa einem Kilometer parallel zur Marne verlaufen. Weiters erreicht hier der Bach Blaise das Marnetal. Nachbargemeinden sind Sarry im Norden und Nordwesten, Courtisols im Nordosten, Chepy im Süden und Osten sowie Sogny-aux-Moulins im Westen und Südwesten.

## Bevölkerungsentwicklung
| Jahr                       | 1962 | 1968 | 1975 | 1982 | 1990 | 1999 | 2006 | 2011 | 2018 |
| -------------------------- | ---- | ---- | ---- | ---- | ---- | ---- | ---- | ---- | ---- |
| Einwohner                  | 220  | 240  | 254  | 297  | 530  | 525  | 547  | 548  | 534  |
| Quellen: Cassini und INSEE |      |      |      |      |      |      |      |      |      |

## Sehenswürdigkeiten

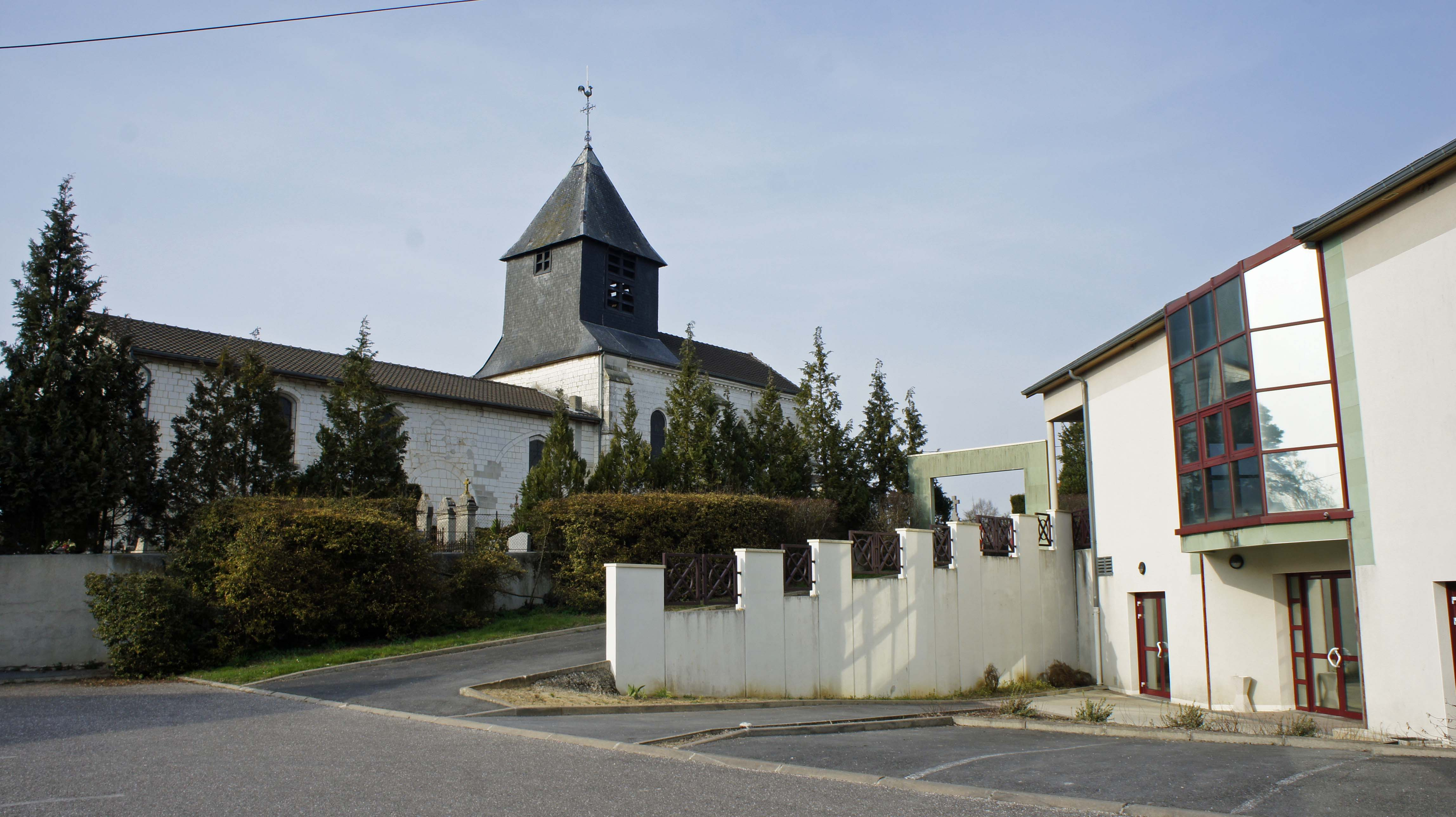
Kirche Notre-Dame-de-l’Assomption

- Kirche Notre-Dame-de-l’Assomption